# Корелкин, Николай Павлович
Николай Павлович Корелкин (1830—1855) — педагог-филолог.

## Биография
Родился 3 (15) марта 1830 года в небогатой семье вологодского купца. Учился в уездном училище и Вологодской гимназии, которую окончил в 1845 году. С 1846 года учился на 1-м (историко-филологическом) отделении философского факультета Санкт-Петербургского университета. В 1848 году он получил почётный отзыв за работу о сочинениях И. Крылова и А. Пушкина, в 1849 году был отмечен золотой медалью за «Рассуждение о языке летописи Нестора», которое И. И. Срезневский находил образцовым. Эту же тему Корелкин выбрал для своей магистерской диссертации, не оконченной вследствие смерти автора. 
В 1850 году Корелкин окончил университет со степенью кандидата и был назначен — сразу старшим учителем русского языка и словесности — в Псковскую гимназию. Вместе с гимназистами собирал на Псковщине фольклор, этнографические материалы, рукописи. Не оставляя педагогической деятельности, по поручению палаты государственных имуществ он разобрал монеты времен Иоанна III, Василия III и Иоанна Грозного. Здесь же, руководимый указаниями И. И. Срезневского, Н. П. Корелкин начал подготовку своей магистерской диссертации о Лаврентьевской летописи, посвящённой филологическому анализу языка этого памятника. 
В 1851 году он был переведён в Петербург, преподавателем русской словесности в Ларинской гимназии. 
Поместил в «Отечественных Записках» (1852—1855) ряд рецензий и детальный разбор деятельности А. Х. Востокова, вышедший и отдельным изданием: «А. X. Востоков. Его ученая и литературная деятельность» (СПб., 1855). В 1854 году Корелкин опубликовал отзыв о переводе «Слова о полку Игореве» Н. В. Гербеля, который по своей значимости вышла за рамки обычной рецензии.
Умер от скоротечной чахотки 19 (31) мая 1855 года.